# Danh sách phim TVB năm 2011
Đây là danh sách phim truyền hình do TVB phát hành năm 2011.

## Top 10 phim xếp hạng cao nhất
| Xếp hạng | Tên phim             | Tên phim tiếng Anh       | Tên phim tiếng Trung | Điểm số | Lượt xem tại Hồng Kông |
| -------- | -------------------- | ------------------------ | -------------------- | ------- | ---------------------- |
| 1        | Bằng chứng thép III  | Forensic Heroes III      | 法證先鋒III          | 33      | 2.11 triệu             |
| 2        | Tiềm hành truy kích  | Lives of Omission        | 潛行狙擊             | 33      | 1.97 triệu             |
| 3        | Ván bài gia nghiệp   | The Rippling Blossom     | 魚躍在花見           | 32      | 1.95 triệu             |
| 4        | Vạn phụng chi vương  | Curse of the Royal Harem | 萬凰之王             | 31      | 1.92 triệu             |
| 5        | Tòa án lương tâm     | Ghetto Justice           | 怒火街頭             | 31      | 1.89 triệu             |
| 6        | Chân tướng           | The Other Truth          | 真相                 | 30      | 1.86 triệu             |
| 7        | Học trường mật cảnh  | Yes, Sir. Sorry, Sir!    | 點解阿Sir係阿Sir     | 31      | 1.85 triệu             |
| 8        | Liệu pháp nhân tâm   | A Great Way to Care      | 仁心解碼             | 27      | 1.84 triệu             |
| 9        | Nữ quyền bảo chi lâm | Grace Under Fire         | 女拳                 | 31      | 1.83 triệu             |
| 10       | Hôn nhân tiền định   | Only You                 | Only You 只有您      | 30      | 1.83 triệu             |

## Dòng phim thứ nhất
| Công chiếu        | Tên phim         | Tên phim tiếng Anh | Số tập | Diễn viên | Điểm số tb | Thể loại | Website          |
| ----------------- | ---------------- | ------------------ | ------ | --- | ---------- | -------- | ---------------- |
| 29/11/2010– 18/03 | Văn phòng bác sĩ | Show Me the Happy  | 80     | Quách Tấn An, Liêu Bích Nhi, Mễ Tuyết, Tần Bái, Lưu Tâm Du, Hứa Thiệu Hùng, Quách Chính Hồng                             | 24         | Hài kịch | Official website |
| 21/03– 30/10      | Bếp lửa gia đình | Be Home for Dinner | 160    | Nhạc Hoa, Trần Trí, Điền Nhụy Ni, Âu Cẩm Đường, Yvonne Lam, Mã Hải Luân, Chu Tuệ Mẫn, Chu Tuyền, Becky Lee, Cung Gia Hân | 24         | Hài kịch | Official website |
| 31/10– 11/05/2012 | Lời hứa vội vàng | Til Love Do Us Lie | 139    | Trương Triệu Huy, Thương Thiên Nga, Đằng Lệ Danh, Hanjin Tan, Lâm Hạ Vi, Viên Vỹ Hào, Tuyết Tâm, Hồ Phong                | 25         | Hài kịch | Official website |

## Dòng phim thứ hai
| Công chiếu        | Tên phim                | Tên phim tiếng Anh               | Số tập | Diễn viên | Điểm số tb | Thể loại          | Website          |
| ----------------- | ----------------------- | -------------------------------- | ------ | --- | ---------- | ----------------- | ---------------- |
| 27/12/2010– 21/01 | Đoàn binh gia đình      | Home Troopers                    | 20     | Uông Minh Thuyên, Hạ Vũ, Trịnh Gia Dĩnh, Liêu Bích Nhi, Cẩu Vân Tuệ, Tào Vĩnh Liêm, Vương Hạo Tín, Hoàng Trí Văn, Thang Doanh Doanh                                                         | 27         | Drama             | Official website |
| 24/01– 18/02      | Ngày trong đời          | 7 Days in Life                   | 20     | Mã Tuấn Vỹ, Quách Thiện Ni, Hoàng Tông Trạch, Đặng Kiện Hoằng, Nguyên Hoa, La Mẫn Trang, Trịnh Hân Nghi, Lữ Tuệ Nghi                                                                        | 27         | Hài kịch          | Official website |
| 21/02– 2/04       | Hôn nhân tiền định      | Only You                         | 30     | Lý Tư Kỳ, Mông Gia Tuệ, Trịnh Gia Dĩnh, Điền Nhụy Ni, Mạch Trường Thanh | 29         | Tình cảm          | Official website |
| 4/04– 13/05       | Sóng gió vương triều    | Relic of an Emissary             | 30     | Mã Đức Chung, Tạ Thiên Hoa, Từ Tử San, Trần Kiện Phong, Giang Nhược Lâm, Trần Sơn Thông | 27         | Lịch sử           | Official website |
| 16/05– 10/06      | Thế giới của hoa gia tỷ | My Sister of Eternal Flower      | 20     | Xa Thi Mạn, Lâm Phong, Lương Tĩnh Kỳ, Ngao Gia Niên | 27         | Hài kịch          | Official website |
| 13/06– 22/07      | Đoàn viên               | Wax and Wane                     | 30     | Quách Tấn An, Trần Cẩm Hồng, Ngô Trác Hy, Từ Tử San, Lau Siu-ming, Lương Tĩnh Kỳ, La Trọng Khiêm, Hứa Thiệu Hùng, Chu Thông, Quách Chính Hồng, Diêu Gia Ni, Lương Liệt Duy, Quách Thiểu Vân | 26         | Drama             | Official website |
| 25/07– 26/08      | Đại nội thị vệ          | The Life and Times of a Sentinel | 26     | Mã Tuấn Vỹ, Mã Quốc Minh, Trần Cẩm Hồng, Trần-Trận Quốc Bang, Lý Thi, Đường Thi Vịnh, Diêu Tử Linh, Mạch Trường Thanh, Ching Hor-wai                                                        | 27         | Lịch sử           | Official website |
| 29/08– 30/09      | Rượu đắng tình nồng     | River of Wine                    | 25     | Lâm Bảo Di, Trần Cẩm Hồng, Tiết Gia Yến, Chung Gia Hân, Ngao Gia Niên, Giang Mỹ Nghi, Mã Trại                                                                                               | 26         | Cổ trang          | Official website |
| 3/10– 28/10       | Thần thám Phúc Lộc Thọ  | Super Snoops                     | 20     | Uông Minh Thuyên, Nguyễn Triệu Tường, Vương Tổ Lam, Lý Tư Tiệp | 27         | Lịch sử, Hài kịch | Official website |
| 31/10– 4/12       | Vạn phụng chi vương     | Curse of the Royal Harem         | 31     | Tuyên Huyên, Hồ Hạnh Nhi, Trần Cẩm Hồng, Gigi Wong, Hồ Định Hân, Trần Sơn Thông | 31         | Lịch sử           | Official website |
| 6/12– 2/01/2012   | Lang quân như ý         | Bottled Passion                  | 21     | Chu Lệ Kỳ, Hoàng Hạo Nhiên, Diêu Tử Linh, Cung Gia Hân, Tào Vĩnh Liêm, Diêu Gia Ni, Trần Tú Châu                                                                                            | 29         | Lịch sử           | Official website |

## Dòng phim thứ ba
| Công chiếu       | Tên phim             | Tên phim tiếng Anh    | Số tập | Diễn viên | Điểm số tb | Thể loại             | Website                                                               |
| ---------------- | -------------------- | --------------------- | ------ | --- | ---------- | -------------------- | --------------------------------------------------------------------- |
| 13/12/2010– 7/01 | Sự cám dỗ nguy hiểm  | Links to Temptation   | 20     | Mã Tuấn Vỹ, Trần Pháp Lạp, Mông Gia Tuệ, Hoàng Đức Bân, Lý Tư Tiệp, Hồng Thiên Minh                                       | 28         | Drama                | Official website                                                      |
| 10/01– 5/02      | Liệu pháp nhân tâm   | A Great Way to Care   | 20     | Phương Trung Tín, Từ Tử San, Hoàng Hạo Nhiên, Tưởng Chí Quang, Hoàng Trí Hiền                                             | 29         | Y học                | Official website                                                      |
| 7/02– 4/03       | Ván bài gia nghiệp   | The Rippling Blossom  | 20     | Trương Trí Lâm, Tạ Thiên Hoa, Hồ Hạnh Nhi, Dương Di, Lưu Tùng Nhân                                                        | 30.6       | Drama                | Official website                                                      |
| 7/03– 17/04      | Nữ quyền bảo chi lâm | Grace Under Fire      | 32     | Lưu Tuyền, Hoàng Tông Trạch, Mã Quốc Minh, Trần Pháp Lạp, Khương Đại Vệ, Nhạc Hoa, Lâm Gia Hoa, Hoàng Hạo Nhiên           | 29         | Lịch sử, Võ thuật    | Official website                                                      |
| 18/04– 27/05     | Học trường mật cảnh  | Yes, Sir. Sorry, Sir! | 30     | Trần Hào, Dương Di, Chung Gia Hân, Ngô Trác Hy                                                                            | 29         | Drama                | Official website                                                      |
| 30/05– 24/06     | Tòa án lương tâm     | Ghetto Justice        | 20     | Trịnh Gia Dĩnh, Hồ Hạnh Nhi, Lý Xán Sâm, Lâm Tử Thiện, Đằng Lệ Danh, Trần Mẫn Chi, Thạch Tu, Eddie Kwan                   | 29.5       | Pháp luật            | Official website Lưu trữ ngày 13 tháng 6 năm 2011 tại Wayback Machine |
| 27/06– 29/07     | Chân tướng           | The Other Truth       | 25     | Dương Di, Hoàng Hạo Nhiên, Trần Triển Bằng, Nguyễn Triệu Tường, Đường Thi Vịnh, Lê Nặc Ý                                  | 29         | Pháp luật            | Official website                                                      |
| 1/08– 9/09       | Tiềm hành truy kích  | Lives of Omission     | 30     | Tạ Thiên Hoa, Hoàng Tông Trạch, Trần Pháp Lạp, Từ Tử San, Lưu Tùng Nhân, Cheung Kwok-keung, Giang Mỹ Nghi, Hoàng Trí Hiền | 31         | Tội phạm             | Official website                                                      |
| 12/09– 7/10      | Cuộc hẹn tử thần     | Men with No Shadows   | 20     | Âu Dương Chấn Hoa, Lâm Phong, Dương Di, Khương Đại Vệ, Gigi Wong, Trần-Trận Quốc Bang, Mã Trại                            | 28         | Giả tưởng, Drama     | Official website                                                      |
| 10/10– 20/11     | Bằng chứng thép III  | Forensic Heroes III   | 30     | Lê Diệu Tường, Trương Khả Di, Từ Tử San, Ngô Trác Hy, Trần Nhân Mỹ, Tiêu Chính Nam, Hồ Định Hân, Trần Triển Bằng          | 33         | Trinh thám, Cảnh sát | Official website                                                      |
| 21/11– 1/01/2012 | Tình không lối thoát | When Heaven Burns     | 30     | Lâm Bảo Di, Trần Hào, Hoàng Đức Bân, Xa Thi Mạn, Thiệu Mỹ Kỳ, Kim Yến Linh                                                | 25         | Drama                | Official website                                                      |

## Dòng phim thứ tư
| Công chiếu  | Tên phim                   | Tên phim tiếng Anh     | Số tập | Diễn viên | Điểm số tb | Thể loại | Website          |
| ----------- | -------------------------- | ---------------------- | ------ | --- | ---------- | -------- | ---------------- |
| 7/02– 18/02 | Những chuyện tình lãng mạn | Dropping by Cloud Nine | 10     | Ngô Trác Hy, Từ Tử San, Tằng Thiểu Tông, Mag Lam, Trần Sơn Thông, Trần Mỹ Thi, Lê Nặc Ý, Trần Sảng, Vương Hạo Tín, Elle Lee, Trần Trí, Lương Gia Kỳ, Hà Nhạn Thi | 20         | Tình cảm | Official website |